# Stipa milleri
Stipa milleri är en gräsart som beskrevs av Henry John Noltie. Stipa milleri ingår i släktet fjädergrässläktet, och familjen gräs. Inga underarter finns listade i Catalogue of Life.